# Кшивожека (Лодзинське воєводство)
Кшивожека (пол. Krzyworzeka) — село в Польщі, у гміні Мокрсько Велюнського повіту Лодзинського воєводства.
Населення — 967 осіб (2011).
У 1975-1998 роках село належало до Серадзького воєводства.

## Демографія
Демографічна структура станом на 31 березня 2011 року:
|          | Загалом | Допрацездатний вік | Працездатний вік | Постпрацездатний вік |
| -------- | ------- | ------------------ | ---------------- | -------------------- |
| Чоловіки | 495     | 81                 | 355              | 59                   |
| Жінки    | 472     | 87                 | 252              | 133                  |
| Разом    | 967     | 168                | 607              | 192                  |